# البيت العنيف
البيت العنيف (بالإنجليزية: The Rough House) أو البيت المضطرب هو فيلم كوميدي أمريكي صامت قصير أُنتج سنة 1917 من تأليف وإخراج وبطولة روسكو "فاتي" آرباكل، وشاركه التأليف والإخراج باستر كيتون وهو أول فيلم يقوم باستر كيتون بإخراجه.

## طاقم التمثيل
- روسكو "فاتي" آرباكل
- باستر كيتون
- آل سانت جون
- أليس ليك
- أجنيس نيلسون
- جلين كافيندار
- چوزفين ستيڤنز

## وصلات خارجية
- البيت العنيف على موقع IMDb (الإنجليزية)
- البيت العنيف على موقع قاعدة بيانات الفيلم (الإنجليزية)
- البيت العنيف على موقع ليتربوكسد (الإنجليزية)
- البيت العنيف على موقع كينوبويسك (الروسية)
- الفيلم القصير The Rough House متوفر للتحميل من موقع أرشيف الإنترنت [المزيد]
- The Rough House on يوتيوب